# Serie A 1950-1951 (pallacanestro maschile)
La Serie A 1950-1951 è stata la ventinovesima edizione del massimo campionato italiano di pallacanestro.
La Serie A non cambia rispetto alla stagione precedente: le quattordici squadre si incontrano in un girone all'italiana con partite d'andata e ritorno. Le ultime quattro retrocedono, la prima in classifica vince lo scudetto. Si conferma campione la Borletti Milano, che migliora i 42 punti della stagione precedente conquistandone 45. Al secondo posto si classifica la Ginnastica Roma, al terzo la Virtus Bologna.

## Classifica
|  |     | Classifica finale 1950-1951 | Pt | G  | V  | N | P  | PtF  | PtS  |
|  | --- | --------------------------- | -- | -- | -- | - | -- | ---- | ---- |
|  | 1.  | Borletti Olimpia Milano     | 45 | 26 | 22 | 1 | 3  | 1260 | 872  |
|  | 2.  | Ginnastica Roma             | 41 | 26 | 20 | 1 | 5  | 1145 | 915  |
|  | 3.  | Virtus Bologna              | 34 | 26 | 16 | 2 | 8  | 1055 | 807  |
|  | 4.  | Reyer Venezia               | 32 | 26 | 16 | 0 | 10 | 913  | 868  |
|  | 5.  | Itala Gradisca              | 27 | 26 | 12 | 3 | 11 | 911  | 862  |
|  | 6.  | Gira Bologna                | 27 | 26 | 13 | 1 | 12 | 946  | 912  |
|  | 7.  | Pallacanestro Pavia         | 27 | 26 | 13 | 1 | 12 | 916  | 956  |
|  | 8.  | Pallacanestro Varese        | 24 | 26 | 12 | 0 | 14 | 958  | 994  |
|  | 9.  | Victoria Libertas Pesaro    | 22 | 26 | 11 | 0 | 15 | 844  | 878  |
|  | 10. | Ginnastica Triestina        | 22 | 26 | 11 | 0 | 15 | 924  | 1015 |
|  | 11. | Lega Nazionale Trieste      | 21 | 26 | 9  | 3 | 14 | 988  | 1087 |
|  | 12. | Robur Ravenna               | 15 | 26 | 7  | 1 | 18 | 800  | 990  |
|  | 13. | Vela Viareggio (-1)         | 13 | 26 | 7  | 0 | 19 | 864  | 1168 |
|  | 14. | Stamura Ancona              | 13 | 26 | 6  | 1 | 19 | 767  | 967  |

## Risultati
| Risultati              | AV    | BM    | GR    | GT    | GB    | IG    | LT    | PP    | PV    | RV    | RR    | SA    | VP    | VB    |
| ---------------------- | ----- | ----- | ----- | ----- | ----- | ----- | ----- | ----- | ----- | ----- | ----- | ----- | ----- | ----- |
| Assi Viareggio         |       | 25-45 | 22-37 | 27-48 | 38-43 | 40-47 | 49-21 | 31-30 | 52-38 | 47-53 | 45-35 | 38-33 | 45-28 | 37-33 |
| Borletti Milano        | 89-32 |       | 57-38 | 72-32 | 50-35 | 53-33 | 46-40 | 57-36 | 43-27 | 23-19 | 50-31 | 67-27 | 42-23 | 40-37 |
| Ginnastica Roma        | 46-24 | 52-30 |       | 41-21 | 36-35 | 54-27 | 56-30 | 42-26 | 73-50 | 60-41 | 60-34 | 53-26 | 35-31 | 36-35 |
| Ginnastica Triestina   | 53-32 | 35-62 | 37-50 |       | 49-42 | 33-36 | 37-40 | 37-32 | 32-38 | 32-28 | 37-26 | 45-30 | 47-38 | 42-34 |
| Gira Bologna           | 49-27 | 37-44 | 31-33 | 40-31 |       | 35-24 | 31-33 | 41-45 | 42-32 | 45-31 | 39-28 | 37-31 | 37-35 | 29-48 |
| Itala Gradisca         | 44-20 | 29-30 | 42-31 | 39-18 | 38-38 |       | 54-34 | 36-21 | 35-20 | 39-32 | 33-35 | 37-30 | 48-28 | 25-28 |
| Lega Nazionale Trieste | 67-30 | 39-39 | 38-47 | 46-66 | 30-41 | 34-34 |       | 53-38 | 56-47 | 38-37 | 48-39 | 63-44 | 36-38 | 35-35 |
| Pallacanestro Pavia    | 53-34 | 47-59 | 48-48 | 25-24 | 32-31 | 48-44 | 35-23 |       | 42-15 | 33-35 | 36-33 | 45-26 | 58-41 | 28-27 |
| Pallacanestro Varese   | 71-56 | 43-40 | 45-39 | 50-32 | 37-38 | 27-33 | 42-46 | 49-20 |       | 41-37 | 40-25 | 44-26 | 32-30 | 35-32 |
| Reyer Venezia          | 47-28 | 28-40 | 52-47 | 44-32 | 46-29 | 32-29 | 35-29 | 28-25 | 26-21 |       | 31-26 | 46-34 | 34-22 | 35-28 |
| Robur Ravenna          | 36-33 | 34-61 | 23-29 | 43-29 | 16-26 | 22-22 | 49-43 | 30-29 | 32-41 | 23-31 |       | 30-28 | 26-25 | 41-45 |
| Stamura Ancona         | 2 - 0 | 34-51 | 25-35 | 24-29 | 27-37 | 45-18 | 32-23 | 33-40 | 46-38 | 23-20 | 35-27 |       | 27-33 | 33-33 |
| Victoria Pesaro        | 52-29 | 29-41 | 33-35 | 40-26 | 17-16 | 39-35 | 38-18 | 23-24 | 27-15 | 32-37 | 37-36 | 33-16 |       | 34-25 |
| Virtus Bologna         | 68-23 | 30-29 | 52-32 | 36-20 | 54-42 | 35-30 | 48-25 | 56-20 | 34-20 | 42-28 | 55-21 | 47-28 | 58-38 |       |

## Verdetti
- Campione d'Italia:  Olimpia Borletti Milano

Formazione: Alessandro Acerbi, Emilio Baruffi, Romano Crivelli, Sandro Gamba, Giovanni Miliani, Enrico Pagani, Gianantonio Pegurri, Reina, Romeo Romanutti, Cesare Rubini, Giuseppe Sforza, Sergio Stefanini. Allenatore: Cesare Rubini.
- Retrocessioni in serie B: Lega Nazionale Trieste**, Robur Ravenna, Assi Viareggio e Stamura Ancona.
  - rinuncerà a disputare il campionato di Serie B